# Відзнаки Президента України
Відзнака Президента України — нагорода, встановлена Президентом України; державна нагорода України (з 2000 р.)

## Законодавство щодо відзнак Президента України
Законом України «Про внесення змін і доповнень до Конституції (Основного Закону) України» від 14 лютого 1992 р. в Конституцію (Основний Закон) України 1978 р. була внесена норма, згідно з якою Президент України засновує президентські відзнаки і нагороджує ними (ст. 114-5). Згідно з Конституцією України 1996 р., Президент України нагороджує державними нагородами, встановлює президентські відзнаки та нагороджує ними (ст. 106; але цих повноважень згідно ст. 112 не має в.о. Президента); разом з тим, встановлено, що державні нагороди встановлюються виключно законами України (ст. 92).
Президенти України Л. М. Кравчук та Л. Д. Кучма своїми Указами встановлювали відзнаки Президента України та нагороджували ними.
16 березня 2000 р. Верховна Рада України прийняла закон «Про державні нагороди України». Практично всі діючі на момент прийняття закону відзнаки Президента України стали окремими державними нагородами, вже без статусу відзнак Президента. Законом також було рекомендовано Президентові України узгодити свої укази із цим Законом. Усупереч цьому, Президент Л. Д. Кучма зробив зміни до указів (та затверджених указами статутів, положень та описів нагород) лише щодо деяких нагород; для решти продовжують діяти положення щодо відповідних відзнак Президента України.
Водночас законом було визначено, що одним із видів державних нагород є президентська відзнака. Надалі Президентами України Л. Д. Кучмою, В. А. Ющенком, В. Ф. Януковичем, П. О. Порошенком та В. О. Зеленським своїми Указами були засновані нові президентські відзнаки, які, таким чином, мають статус державних нагород, та здійснювалися нагородження.

## Перелік відзнак Президента України
Відзнаки Президента України наведені в хронологічному порядку їх заснування.
| Назва | Ст.   | Дата заснування | Відзнака Президента України — наступник                                     | Ст.             | Дата встановлення нової відзнаки |
| Президент України Л. М. Кравчук                                                                                            |       |                 |                                                                             |                 |                                  |
| Почесна відзнака Президента України                                                                                        |       | 18 серпня 1992  | відзнака Президента України — орден «За заслуги»                            | I—III           | 22 вересня 1996                  |
| Президент України Л. Д. Кучма                                                                                              |       |                 |                                                                             |                 |                                  |
| відзнаки Президента України «За мужність» — зірка «За мужність» і хрест «За мужність»                                      |       | 29 квітня 1995  | відзнака Президента України — орден «За мужність»                           | I—III           | 21 серпня 1996                   |
| Назва | Ст.   | Дата заснування | Державна нагорода України — наступник з 16 березня 2000                     | Ст.             | Дата підписання нового Указу     |
| Президент України Л. Д. Кучма                                                                                              |       |                 |                                                                             |                 |                                  |
| відзнака Президента України «Іменна вогнепальна зброя»                                                                     |       | 29 квітня 1995  | відзнака «Іменна вогнепальна зброя»                                         |                 |                                  |
| відзнака Президента України «Орден Богдана Хмельницького»                                                                  | I—III | 3 травня 1995   | орден Богдана Хмельницького                                                 | I—III           | 30 січня 2004                    |
| відзнака Президента України «Орден князя Ярослава Мудрого»                                                                 | I—V   | 23 серпня 1995  | орден князя Ярослава Мудрого                                                | I—V             |                                  |
| відзнака Президента України — орден «За мужність»                                                                          | I—III | 21 серпня 1996  | орден «За мужність»                                                         | I—III           |                                  |
| відзнака Президента України — орден «За заслуги»                                                                           | I—III | 22 вересня 1996 | орден «За заслуги»                                                          | I—III           |                                  |
| відзнака Президента України — медаль «За військову службу Україні»                                                         |       | 5 жовтня 1996   | медаль «За військову службу Україні»                                        |                 |                                  |
| відзнака Президента України — медаль «За бездоганну службу»                                                                | I—III | 5 жовтня 1996   | медаль «За бездоганну службу»                                               | I—III           |                                  |
| відзнака Президента України «Орден княгині Ольги»                                                                          | I—III | 15 серпня 1997  | орден княгині Ольги                                                         | I—III           |                                  |
| відзнака Президента України «Герой України» (з врученням ордену «Золота Зірка» або ордену Держави)                         |       | 23 серпня 1998  | звання Герой України (з врученням ордену «Золота Зірка» або ордену Держави) |                 | 2 грудня 2002                    |
| відзнака Президента України — Почесна Грамота Президента України за активну благодійницьку діяльність у гуманітарній сфері |       | 20 липня 1999   |                                                                             |                 |                                  |
| відзнака Президента України — почесне звання «Заслужений лісівник України»                                                 |       | 17 вересня 1999 | почесне звання «Заслужений лісівник України»                                |                 | 29 червня 2001                   |
| відзнака Президента України — медаль «Захиснику Вітчизни»                                                                  |       | 8 жовтня 1999   | медаль «Захиснику Вітчизни»                                                 |                 | 30 січня 2015                    |
| відзнака Президента України — почесне звання «Заслужений працівник соціальної сфери України»                               |       | 30 жовтня 1999  | почесне звання «Заслужений працівник соціальної сфери України»              |                 | 29 червня 2001                   |
| 16 березня 2000 р. Верховна Рада України прийняла закон «Про державні нагороди України»                                    |       |                 |                                                                             |                 |                                  |
| Назва | Ст.   | Дата заснування | Дата заснування                                                             | Дата заснування | Дата заснування                  |
| Президент України Л. Д. Кучма                                                                                              |       |                 |                                                                             |                 |                                  |
| відзнака Президента України — медаль «За працю і звитягу»                                                                  |       | 16 травня 2001  | 16 травня 2001                                                              | 16 травня 2001  | 16 травня 2001                   |
| відзнака Президента України — ювілейна медаль «60 років визволення України від фашистських загарбників»                    |       | 17 вересня 2004 | 17 вересня 2004                                                             | 17 вересня 2004 | 17 вересня 2004                  |
| Президент України В. А. Ющенко                                                                                             |       |                 |                                                                             |                 |                                  |
| відзнака Президента України — Хрест Івана Мазепи                                                                           |       | 26 березня 2009 | 26 березня 2009                                                             | 26 березня 2009 | 26 березня 2009                  |
| Президент України В. Ф. Янукович                                                                                           |       |                 |                                                                             |                 |                                  |
| відзнака Президента України — ювілейна медаль «20 років незалежності України»                                              |       | 30 травня 2011  | 30 травня 2011                                                              | 30 травня 2011  | 30 травня 2011                   |
| відзнака Президента України — пам'ятна медаль «25 років виведення військ з Афганістану»                                    |       | 14 лютого 2014  | 14 лютого 2014                                                              | 14 лютого 2014  | 14 лютого 2014                   |
| Президент України П. О. Порошенко                                                                                          |       |                 |                                                                             |                 |                                  |
| відзнака Президента України — медаль «70 років визволення України від фашистських загарбників»                             |       | 28 жовтня 2014  | 28 жовтня 2014                                                              | 28 жовтня 2014  | 28 жовтня 2014                   |
| відзнака Президента України — ювілейна медаль «70 років Перемоги над нацизмом»                                             |       | 29 квітня 2015  | 29 квітня 2015                                                              | 29 квітня 2015  | 29 квітня 2015                   |
| відзнака Президента України — ювілейна медаль «25 років незалежності України»                                              |       | 17 лютого 2016  | 17 лютого 2016                                                              | 17 лютого 2016  | 17 лютого 2016                   |
| відзнака Президента України «За участь в антитерористичній операції»                                                       |       | 17 лютого 2016  | 17 лютого 2016                                                              | 17 лютого 2016  | 17 лютого 2016                   |
| відзнака Президента України «За гуманітарну участь в антитерористичній операції»                                           |       | 17 лютого 2016  | 17 лютого 2016                                                              | 17 лютого 2016  | 17 лютого 2016                   |
| Президент України В. О. Зеленський                                                                                         |       |                 |                                                                             |                 |                                  |
| відзнака Президента України «Національна легенда України»                                                                  |       | 14 липня 2021   | 14 липня 2021                                                               | 14 липня 2021   | 14 липня 2021                    |
| відзнака Президента України «За участь у ліквідації наслідків аварії на Чорнобильській АЕС»                                |       | 14 грудня 2021  | 14 грудня 2021                                                              | 14 грудня 2021  | 14 грудня 2021                   |
| відзнака Президента України «Хрест бойових заслуг»                                                                         |       | 5 травня 2022   | 5 травня 2022                                                               | 5 травня 2022   | 5 травня 2022                    |
| відзнака Президента України «За оборону України»                                                                           |       | 5 серпня 2022   | 5 серпня 2022                                                               | 5 серпня 2022   | 5 серпня 2022                    |
| відзнака Президента України «Золоте серце»                                                                                 |       | 5 грудня 2022   | 5 грудня 2022                                                               | 5 грудня 2022   | 5 грудня 2022                    |
| відзнака Президента України «Майбутнє України»                                                                             |       | 29 травня 2025  | 29 травня 2025                                                              | 29 травня 2025  | 29 травня 2025                   |

У таблиці в стовпчику «Ст.» вказана кількість встановлених ступенів нагороди (при їх наявності): I—III — нагорода I, II, III ступеня; I—V — нагорода I, II, III, IV, V ступеня; вищим ступенем нагороди є І ст.

### Відзнака Президента України «Стрічка до Бойового Прапора військової частини „За мужність та відвагу“»
24 серпня 2015 року під час Маршу Незалежності на відзначення 24-ї річниці Незалежності України, що пройшов у Києві на Хрещатику, Президент України Петро Порошенко вручив бойові прапори з відзнакою Президента України — стрічкою до Бойового Прапора «За мужність та відвагу» командирам 14 військових частин, які беруть участь та відзначилися в бойових діях на Сході України. Діючим Законом «Про державні нагороди України» передбачена можливість нагородження лише громадян України, іноземців та осіб без громадянства, тому відзнака тоді не була заснована Указом Президента України.
5 травня 2022 року Президент України Володимир Зеленський видав Указ, яким заснував почесну відзнаку «За мужність та відвагу».

## Припинення нагородження відзнаками Президента України

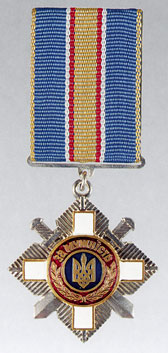
Відзнака Президента України хрест «За мужність»

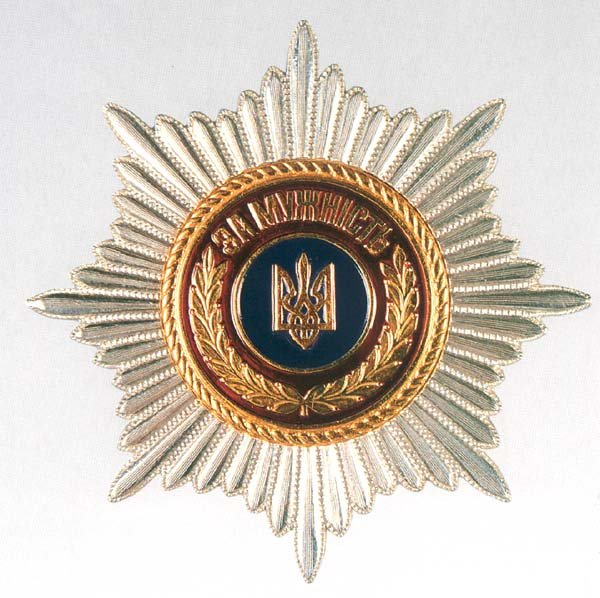
Відзнака Президента України зірка «За мужність»

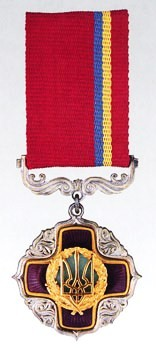
Почесна відзнака Президента України

- Почесна відзнака Президента України

У зв'язку із встановленням у 1996 р. відзнаки Президента України — ордена «За заслуги» припинено нагородження Почесною відзнакою Президента України. Особи, нагороджені Почесною відзнакою Президента України прирівнюються до нагороджених орденом «За заслуги», іменуються кавалерами ордена «За заслуги» і зберігають право носіння вручених їм знаків Почесної відзнаки Президента України.
- Відзнаки Президента України — зірка «За мужність» і хрест «За мужність»

У зв'язку із встановленням у 1996 р. відзнаки Президента України — ордена «За мужність» припинено нагородження відзнаками Президента України — зіркою «За мужність» і хрестом «За мужність». Особи, нагороджені відзнаками Президента України — зіркою «За мужність», хрестом «За мужність» прирівнюються до нагороджених орденом «За мужність», та у зв'язку з цим визнаються кавалерами ордена «За мужність», зберігаючи право на носіння вручених їм відзнак.
- Відзнаки Президента України, засновані до прийняття закону «Про державні нагороди України» (крім Почесної Грамоти)

У зв'язку із наданням законом відзнакам Президента України статусу окремих державних нагород, нагородження цими відзнаками Президента України припинено.

## Відзнаки Президента України на поштових марках України
- ордени «За заслуги»,
«Богдана Хмельницького»,
«За мужність»;
медалі «За військову службу Україні»
«За бездоганну службу»

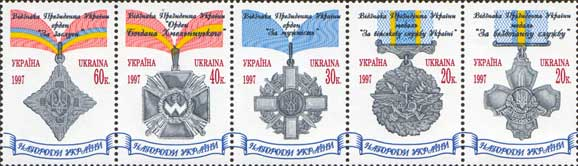
ордени «За заслуги», «Богдана Хмельницького», «За мужність»; медалі «За військову службу Україні» «За бездоганну службу»
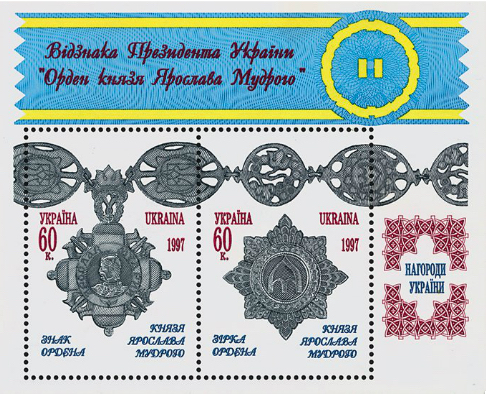
«Орден князя Ярослава Мудрого»
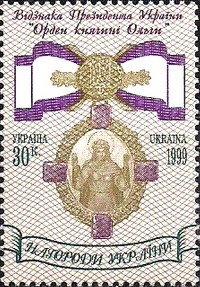
«Орден княгині Ольги»
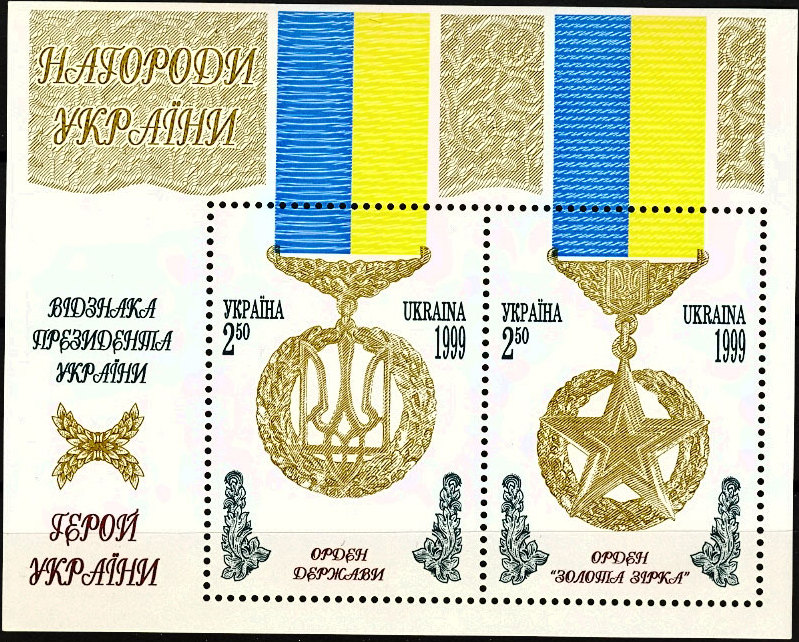
«Герой України»
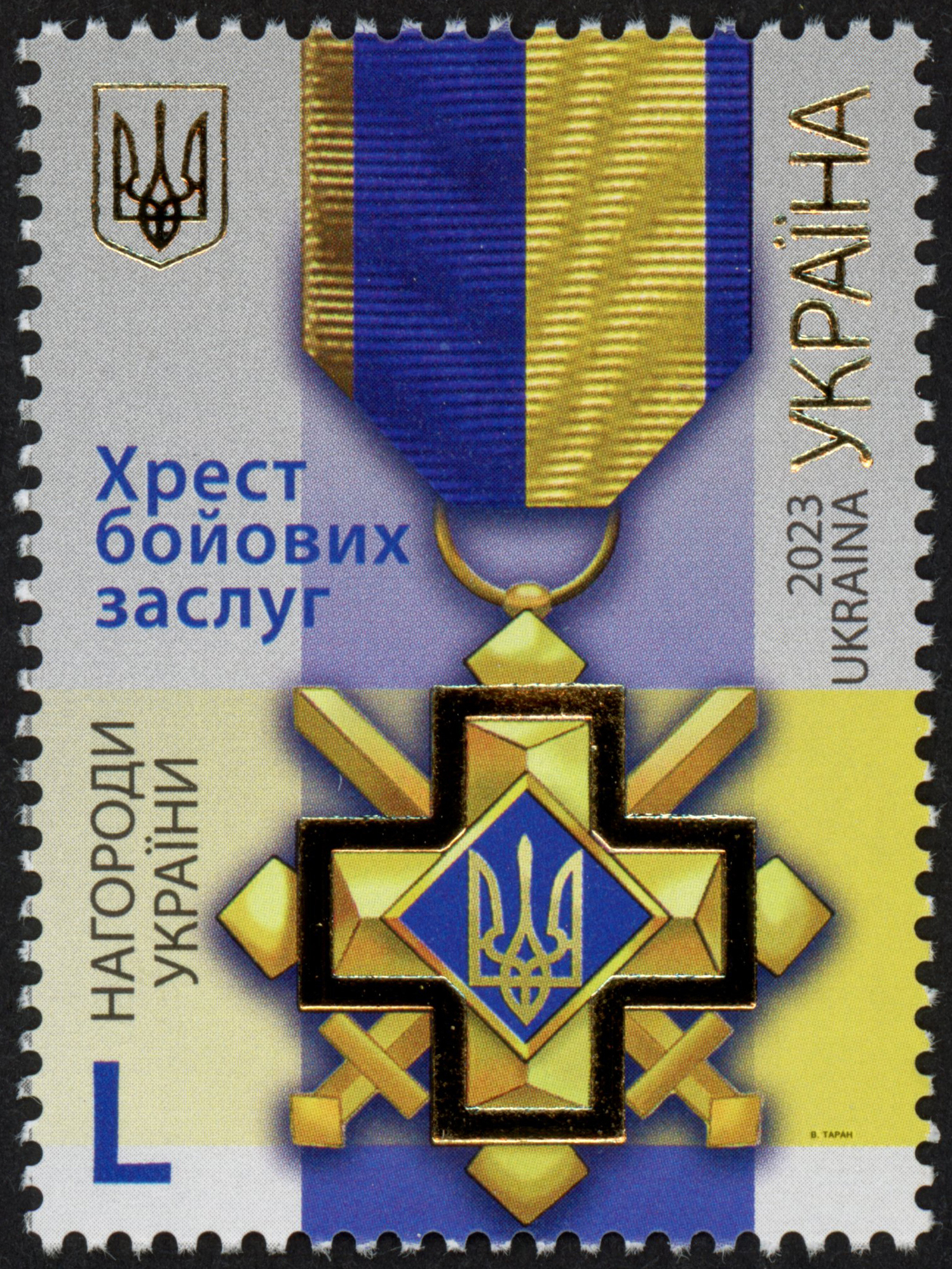
«Хрест бойових заслуг»